# Lornas Schweigen
Lornas Schweigen (Originaltitel: Le Silence de Lorna) ist eine internationale Kino-Koproduktion des belgischen Brüderpaares Jean-Pierre und Luc Dardenne aus dem Jahr 2008. Der Film erlebte seine Uraufführung am 19. Mai 2008 auf den Internationalen Filmfestspielen von Cannes, wo er für eine Goldene Palme nominiert war. Die Kino-Premiere in Deutschland fand am 9. Oktober 2008 statt. Lornas Schweigen wurde am 23. Oktober mit dem LUX-Filmpreis des Europäischen Parlaments ausgezeichnet.

## Handlung
Durch die Ehe mit dem Drogenabhängigen Claudy hat sich die Albanerin Lorna die belgische Staatsangehörigkeit erschlichen. Mit ihrem Freund Sokol will sie nun eine Bar in Lüttich eröffnen. Mit der Hilfe von Fabio, einem Kriminellen, der ihre Scheinehe ermöglicht hat, will sie nun einen begüterten Russen heiraten, der durch sie schnell an einen belgischen Pass zu kommen versucht. Dafür würde er Lorna gut bezahlen. Allerdings gestaltet sich die Sache schwieriger als zunächst geplant: Eine Scheidung von Claudy ist fast unmöglich, weil sie zu viel Zeit in Anspruch nähme und Claudy sich auf einmal von den Drogen lossagen will. Ohne Lorna wäre er auf sich allein gestellt und hätte ohne ihre regelmäßige Betreuung keine Überlebenschance. Doch der Russe drängt auf die schnelle Heirat, während Lorna versucht, einen Mittelweg zu finden, der alle Interessen befriedigt.

## Hintergrund
Die Dardennes haben bei Lornas Schweigen gegenüber ihren vorangegangenen Werken einige Neuerungen gewagt. Die Kamera hält mehr Distanz zu den Figuren, es gibt eine „scène d’amour“, und erstmals haben sie Musik verwendet, ein Stück von Beethoven, in der letzten Szene und über den Abspann hinweg, damit das Publikum bei Lorna bleibt. Zudem haben sie einen Wechsel von 16-mm-Film auf 35 mm vollzogen. Jérémie Renier nahm für die Rolle des Drogenabhängigen 14 Kilogramm ab.
Die Filmemacher beziehen sich ganz auf die Gegenwart. „Sie zeigen Belgien als Transitland der unkontrollierten Menschen-, Geld- und Warenströme, sie entwerfen eine hässliche neue Welt ohne Grenzen, weder des Handels noch der Moral.“
Kaum je habe ein Film so direkt von der Ökonomie menschlicher Beziehungen erzählt: „Ein Kreislauf der Waren, in dem Moral und Emotionen Angelegenheiten sind, die man sich leisten können muss.“ Der Tauschhandel bestimme die Gesellschaft und korrumpiere die Moral und die Gefühle. „Alle zwischenmenschlichen Beziehungen sind auf ihre ökonomische Verwertbarkeit hin ausgerichtet.“

## Kritiken
Die Filmzeitschrift epd Film schrieb, das Kino der Brüder Dardennes sei eine „elliptische Kunst“. Was nicht wichtig sei für die innere Wahrheit einer Sequenz, werde ausgespart. Kein Bild, kein Ton scheine bei ihnen überflüssig. Die großen dramatischen Gesten verkneife man sich. Keine „aufstöhnende Musik, keine langwierigen Tränenausbrüche, keine ausgespielten inneren Abgründe. Und dennoch geht es um alles und das in jeder Einstellung. Um Sterben und Leben, Schuld und Unschuld. Und nichts davon ist eine Sache von Märtyrertum oder höherer Gerichtsbarkeit.“
Cinema bezeichnete den Film als „radikalen Realismus für Cineasten: Der Zuschauer als nüchterner Beobachter einer unsentimentalen Erzählung, die Durchhaltevermögen erfordert“, und kam zu dem Fazit „beklemmendes Kunstkino mit toller Darstellerin“.
Michael Ranze schrieb im Hamburger Abendblatt, der Film sei „eine hoch moralische und doch sehr einfache Geschichte über den Warenwert menschlicher Beziehungen.“ Lange habe man keinen Film mehr gesehen, in dem so oft Geld gezählt und übergeben, versteckt und gezahlt werde. Lorna lade dadurch, ihrem Traum von einem besseren Leben alles unterzuordnen, Schuld auf sich.
Die Filmzeitschrift Schnitt schrieb in ihrer 52. Ausgabe, Lornas Schweigen sei insofern ein „nachhaltiger filmischer Diskurs“, als dass er keinen offenen Subtext kreiere, jedoch die düstere Szenerie zwangsläufig individuelle Assoziationen wecke. Die „inhaltliche Gegensätzlichkeit zu klar stilisierter Filmkunst“, wie sie etwa Michael Haneke mit technisch verwandten Mechanismen schaffe, zeichne das neue Werk der Dardennes aus.
Die Filmbewertungsstelle Wiesbaden verlieh dem Film das Prädikat „Besonders wertvoll“. In dem dazugehörigen Gutachten hieß es: „Die Gebrüder Dardenne erzählen hier wieder meisterlich von einem armen Sünder, dem nach redlichem Bemühen Gnade gewährt wird. […] Mit ihrer sparsamen, spröde wirkenden Inszenierung, bei der Gefühle kaum direkt ausgedrückt, sondern eher unterschwellig spürbar gemacht werden, ist Jean-Pierre und Luc Dardenne wieder ein kompromissloser, präzise beobachteter und (trotz seiner vermeintlichen Kunstlosigkeit) in der Wirkung genau kalkulierter Film gelungen.“
Christina Krisch schrieb in der Kronen Zeitung vom 2. April 2009, dass in diesem Film mythische Tragik auf realen Überlebenskampf treffe, sich banges Hoffen gegen schiere Ausweglosigkeit aufbäume. Arta Dobroshi sei ungemein ausdrucksstark und werde bereits als eine Audrey Hepburn des Kosovo gefeiert.

## Auszeichnungen
Auf den Internationalen Filmfestspielen von Cannes 2008 gewann der Film den Preis für das Beste Drehbuch und war für die Goldene Palme nominiert. Im selben Jahr wurde Hauptdarstellerin Arta Dobroshi für den Europäischen Filmpreis 2008 nominiert.

### Gespräche
- Mit Luc und Jean-Pierre Dardenne in der Berliner Zeitung, 9. Oktober 2008, Kulturkalender S. 3: Ist ein Film über die Finanzkrise möglich?

### Kritikenspiegel
Positiv
- epd Film Nr. 10/2008, S. 35, von Birgit Golombitza: Lornas Schweigen
(unverschnörkelt und direkt, keine Erlösungsmythen, großartiger Renier)
- Frankfurter Rundschau, 9. Oktober 2008, S. 33, von Heike Kühn: In der Fremde verloren
(wunderbare Dobroshi, unkonventionelle Kamera)
- Hamburger Abendblatt, 9. Oktober 2008, S. 8, von Michael Ranze: Wenn Menschlichkeit zur Ware wird
(sensationell, kraftvolles Ende, Dobroshi eine Entdeckung, Renier steht ihr nicht nach)
- Ray, von Walter Gasperi: Lornas Schweigen
(dicht, präzise, packend, meidet Sozialkitsch, gutes Drehbuch, Dobroshi herausragend)
- Der Spiegel, 6. Oktober 2008, S. 188, von Lars-Olav Beier: Zorros belgische Brüder
(herzzerreißend)
- Stern, 9. Oktober 2008, S. 192, Kurzkritik: Lesen Schauen Hören
(sehr eindringlich)
- Der Tagesspiegel,  9. Oktober 2008, S. 25, von Christina Tilmann: Komm zurück
(Meisterstück, Dobroshi in tragender Rolle, Renier spielt herzzerreißend)
- taz, 9. Oktober 2008, S. 15, von Barbara Schweizerhof: Träume und Tauschwerte
(auf Geschichte konzentriert, völlig unsentimental und dennoch absolut berührend, voll bezeichnender Details)
- Welt am Sonntag, 5. Oktober 2008, S. 70, von Sven von Reden: Was tun, wenn der Junkie nicht sterben will?
(meisterhafter Spannungsaufbau, emotionale Wucht, weniger einfach und klar als beste Dardenne-Filme)

Eher positiv
- Berliner Zeitung, 9. Oktober 2008, Kulturkalender S. 3, von Christina Bylow: Dealer und Diebe
(Dobroshi trägt den Film)
- Cinema Nr. 10/2008, S. 65, Kurzkritik von Ralf Blau
(unsentimental, Hauptdarstellerin eine Entdeckung)